# Дзялынская, Изабелла-Елизавета
Изабелла-Елизавета Дзялынская (урождённая княжна Чарторыйская; пол.  Izabella Elżbieta z Czartoryskich Działyńska , 14 декабря 1830 — 18 марта 1899) — польская художница и коллекционер из княжеского рода Чарторыйских.

## Биография
Родилась в семье Адама Чарторыйского (1770—1861) и Анны Софии Сапеги (1799—1864). Выросла в Париже. В 1852 году была в числе кандидаток при выборе будущей жены для Наполеона III, подходя своей царственной внешностью к положению императрицы.
В 1857 году вышла замуж за графа Иоанна Дзялынского (1829—1880). В браке детей не было. После польского восстания 1863 года нарушилась семейная жизнь Дзялинських, в частности возникли имущественные споры. Иоанн Дзялыньский был вынужден покинуть Польшу и пять лет скрываться во Франции, получив от прусского правительства заочно смертный приговор. Впоследствии смог вернуться домой, поскольку в 1869 году получил амнистию. 
От своего отца Изабелла унаследовала Отель Ламбер - резиденцию Чарторыйских в Париже, политический штаб и культурный центр польской эмигрантской диаспоры во Франции. Вместе с братом Владиславом Чарторыйским занималась делами Отеля, особенно Польским институтом.
Много путешествовала по Европе, а также Алжиру, Египту, Святой Земле. Большую часть жизни жила в Париже, а после брака - также в Голухувском замке, который в качестве компенсации получила в 1872 году от своего мужа за то, что одолжила ему деньги на Январское восстание.
Считают, что страсть к коллекционированию унаследовала от своей бабушки — княгини Изабеллы Чарторыйской, которая основала первый в Польше музей. Елизавета Дзялынская собрала коллекцию античных ваз, икон, мебели, разместив коллекцию в замке, сделав из него музей.
Умерла в 1899 году, погребена в склепе в селе Голухув.